# 张友君
张友君（1952年7月—），山西浑源人，中华人民共和国政治人物。
早年供职于太原市市政工程公司。1994年，担任太原市勘察测绘研究院地理航测队队长、工程师。1997年，担任太原市勘察测绘研究院副院长。2007年，担任太原市政协副主席，民革太原市委主委。2013年，担任山西省政协副主席。